# Обвинительный уклон
Обвинительный уклон — направленность деятельности дознавателя, следователя, прокурора (как надзирающего лица или как государственного обвинителя) и суда в уголовном судопроизводстве либо должностных лиц и суда, уполномоченных рассматривать дела об административных правонарушениях в административном, при которой указанные должностные лица грубо умаляют презумпцию невиновности, тенденциозно подбирают обстоятельства свидетельствующие, по их мнению, о изначальной виновности лица, привлекаемого к уголовной (или административной) ответственности, игнорируют доводы стороны защиты, что исключает объективное расследование и рассмотрение дела, вынесение законного и обоснованного приговора или решения по делу об административном правонарушении.
О наличии обвинительного уклона свидетельствуют высказывания политиков и юристов, а также публикаций в независимых СМИ.
Существует группа публикаций, утверждающих о том, что Россия не отличается особо обвинительным уклоном в отношении выносимых судебной системой РФ решений.

#### Юридическая
- Кудрявцев В.Л. Обвинительный уклон в деятельности следователя: проблема только законодательного урегулирования?//Уголовное судопроизводство, 2008, N 2.
- Барабанов П.К. Процессуальные средства преодоления обвинительного уклона в деятельности суда //Российский судья, 2007, N 7.
- Корякин Е.А. Административное судопроизводство в Российской Федерации//Российский судья, 2008, N 2.